# Amy Davidson
Amy Davidson (Phoenix, 15 settembre 1979) è un'attrice statunitense.
È famosa soprattutto per il ruolo di Kerry Hennessy, nella sitcom 8 semplici regole, ma in Italia è conosciuta anche per aver recitato nella serie tv Giudice Amy, in Ghost Whisperer - Presenze, CSI e nella sitcom Malcolm.

## Filmografia

### Cinema
- Netherbeast Incorporated, di Dean Matthew Ronalds (2007)
- Goyband, di Christopher Grimm (2008)

### Televisione
- The Truth About Jane - film TV (2000)
- Giudice Amy (Judging Amy) - serie TV, 1 episodio (2001)
- Due gemelle e un maggiordomo (So Little Time) - serie TV, 6 episodi (2001-2002)
- 8 semplici regole (8 Simple Rules) - serie TV, 76 episodi (2002-2005)
- The New Tom Greene Show - serie TV, 1 episodio (2003)
- Il promontorio di Annie (Annie's Point) - film TV (2005)
- Brandy & Mr. Whiskers - serie TV, 1 episodio (2005)
- Squadra Med - Il coraggio delle donne (Strong Medicine) - serie TV, 1 episodio (2006)
- Malcolm (Malcolm in the Middle) - serie TV, 1 episodio (2006)
- CSI: NY - serie TV, 1 episodio (2007)
- The Capture of the Green River Killer - miniserie TV (2008)
- Criminal Minds - serie TV, 1 episodio (2009)
- Ghost Whisperer - Presenze (Ghost Whisperer) - serie TV, 1 episodio (2009)
- Firebreather - film TV (2010)
- CSI - Scena del crimine (CSI: Crime Scene Investigation) - serie TV, 1 episodio (2011)
- Dr. House - Medical Division (House M.D.) – serie TV, episodio 8x17 (2012)
- Major Crimes - serie TV, 1 episodio (2012)
- Vegas - serie TV, 1 episodio (2012)
- Bones - serie TV, 1 episodio (2014)
- Better Call Saul - serie TV, 1 episodio (2015)
- High Potential – serie TV, episodio 1x04 (2024)

## Doppiatrici italiane
Nelle versioni in italiano delle opere in cui ha recitato, Amy Davidson è stata doppiata da:
- Alida Milana in 8 semplici regole
- Elena Morara in CSI: NY
- Chiara Gioncardi in Criminal Minds: Suspect Behavior
- Alessia Amendola in Ghost Whisperer - Presenze
- Monica Ward in CSI - Scena del crimine
- Emanuela Damasio in Dr. House - Medical Division
- Michela Alborghetti in Better Call Saul
- Tiziana Avarista in All Rise
- Myriam Catania in High Potential